# Entodon dolichocucullatus
Entodon dolichocucullatus är en bladmossart som beskrevs av S. Okamura 1916. Entodon dolichocucullatus ingår i släktet Entodon och familjen Entodontaceae. Inga underarter finns listade i Catalogue of Life.